# Jerry Voorhis
Voorhis quando era represente pela Califórnia.
assinatura
Horace Jeremiah " Jerry " Voorhis (6 de abril de 1901 – 11 de setembro de 1984) foi um político e educador democrata da Califórnia que cumpriu cinco mandatos na Câmara dos Representantes dos Estados Unidos de 1937 a 1947, representando o 12º distrito congressional no Condado de Los Angeles. Ele foi o primeiro oponente político de Richard M. Nixon, que derrotou Voorhis para a reeleição em 1946 em uma campanha citada como um exemplo do uso de iscas vermelhas por Nixon durante sua ascensão política.
Voorhis nasceu no Kansas, mas a família se mudou com frequência em sua infância. Ele obteve um diploma de bacharel pela Universidade de Yale (onde foi eleito para a sociedade de honra acadêmica Phi Beta Kappa ) e um mestrado em educação pela Claremont Graduate School. Em 1928, ele fundou a Voorhis School for Boys e tornou-se seu diretor. Ele manteve o cargo em sua carreira no Congresso.
Na Câmara dos Deputados, Voorhis era um defensor leal do New Deal e compilou um recorde de votos liberais. Sua maior conquista legislativa foi a Lei Voorhis de 1940, exigindo o registro de certas organizações controladas por potências estrangeiras. Depois de ser reeleito por margens confortáveis quatro vezes, ele enfrentou Nixon em 1946 em uma campanha amarga em que o suposto endosso de Voorhis por grupos ligados ao Partido Comunista foi transformado em um grande problema. Nixon venceu o distrito de tendência republicana por mais de 15.000 votos e Voorhis se recusou a concorrer contra Nixon em 1948.
Durante uma carreira de escritor de meio século, Voorhis escreveu vários livros. Após sua derrota para Nixon, ele se aposentou da política e trabalhou por quase vinte anos como executivo no movimento cooperativo. Ele morreu em uma casa de repouso na Califórnia em 1984, aos 83 anos.

## Início da vida e carreira
Voorhis nasceu em Ottawa, Kansas, em 6 de abril de 1901, filho de Charles Brown Voorhis, descendente de holandeses, e Ella Ward (Smith) Voorhis. Jerry era neto (e futuro biógrafo) de Aurelius Lyman Voorhis, que havia "se aventurado para a fronteira no oeste do Kansas" como comerciante, agente de terras e advogado autodidata, e lutou para enviar seu filho para a faculdade até que ele foi forçado, no meio do caminho, a dar ao filho os únicos dois dólares que ele poderia gastar e aconselhá-lo a conseguir um emprego. Charles Voorhis começou a trabalhar em uma empresa de investimentos e como jogador de beisebol semiprofissional e se tornou um executivo da Kingman Plough Company. Quando a empresa foi dissolvida, Charles Voorhis tornou-se executivo da Oakland Motor Car Company, que se tornou a divisão Pontiac da General Motors, e finalmente da Nash Motor Company antes de sua aposentadoria em 1925. Jerry Voorhis começou a estudar em Ottawa, mas também frequentou a escola em Oklahoma City, Peoria, Illinois e Pontiac, Michigan. Ele frequentou a Hotchkiss School, um colégio interno para meninos de elite em Connecticut com laços estreitos com a Universidade de Yale, e posteriormente frequentou Yale, graduando-se em 1923. Voorhis foi eleito membro da Phi Beta Kappa,  foi presidente da Associação Cristã, e foi muito influenciado pelo movimento do Evangelho Social.
Voorhis resistiu a todos os incentivos para uma carreira empresarial ou administrativa, para grande decepção de seu pai. Enquanto estudava em Yale, ele passou a acreditar que "o Evangelho cristão deve ser levado a sério, e que pobreza e sofrimento desnecessários, por um lado, e privilégios especiais e poder desordenado, por outro, são totalmente contrários a seus preceitos". Mais tarde, ele afirmou que não tinha fé em seu próprio julgamento para deixar Yale e conseguir um emprego "no mundo real [que] estava além dos muros da faculdade". No entanto, assim que se formou, Voorhis alugou um quarto em uma pensão e foi trabalhar como recepcionista, emprego que logo trocou por outro como encarregado de carga. Mais tarde, em 1923, ele foi demitido. Em 1923 e 1924, ele serviu como representante itinerante do YMCA na Alemanha,  embora sua estada tenha sido interrompida por doença. Sofrendo de pneumonia, Voorhis passou seis semanas se recuperando em uma casa de repouso em Londres.
O trabalho de Charles Voorhis com Nash o levou para uma nova casa em Kenosha, Wisconsin; Jerry Voorhis se juntou a seus pais lá em seu retorno da Europa. Como parte de sua recuperação de sua doença, ele passou várias semanas no noroeste do Wyoming, trabalhando em um rancho. Em Kenosha, ele conheceu uma assistente social chamada Alice Louise Livingston e se casou com ela em 27 de novembro de 1924, em sua cidade natal, Washington, Iowa. Retomando sua carreira de colarinho azul após seu casamento, Voorhis mudou-se para a Carolina do Norte com sua esposa e foi trabalhar em uma fábrica da Ford em Charlotte até receber uma oferta de trabalho como professor em uma escola de Illinois para meninos carentes, ensinando três séries, treinando esportes e dando palestras religiosas na capela da escola todas as manhãs. Isso foi seguido por um ano em Laramie, Wyoming, onde os Voorhises fundaram e administraram um orfanato para meninos. 

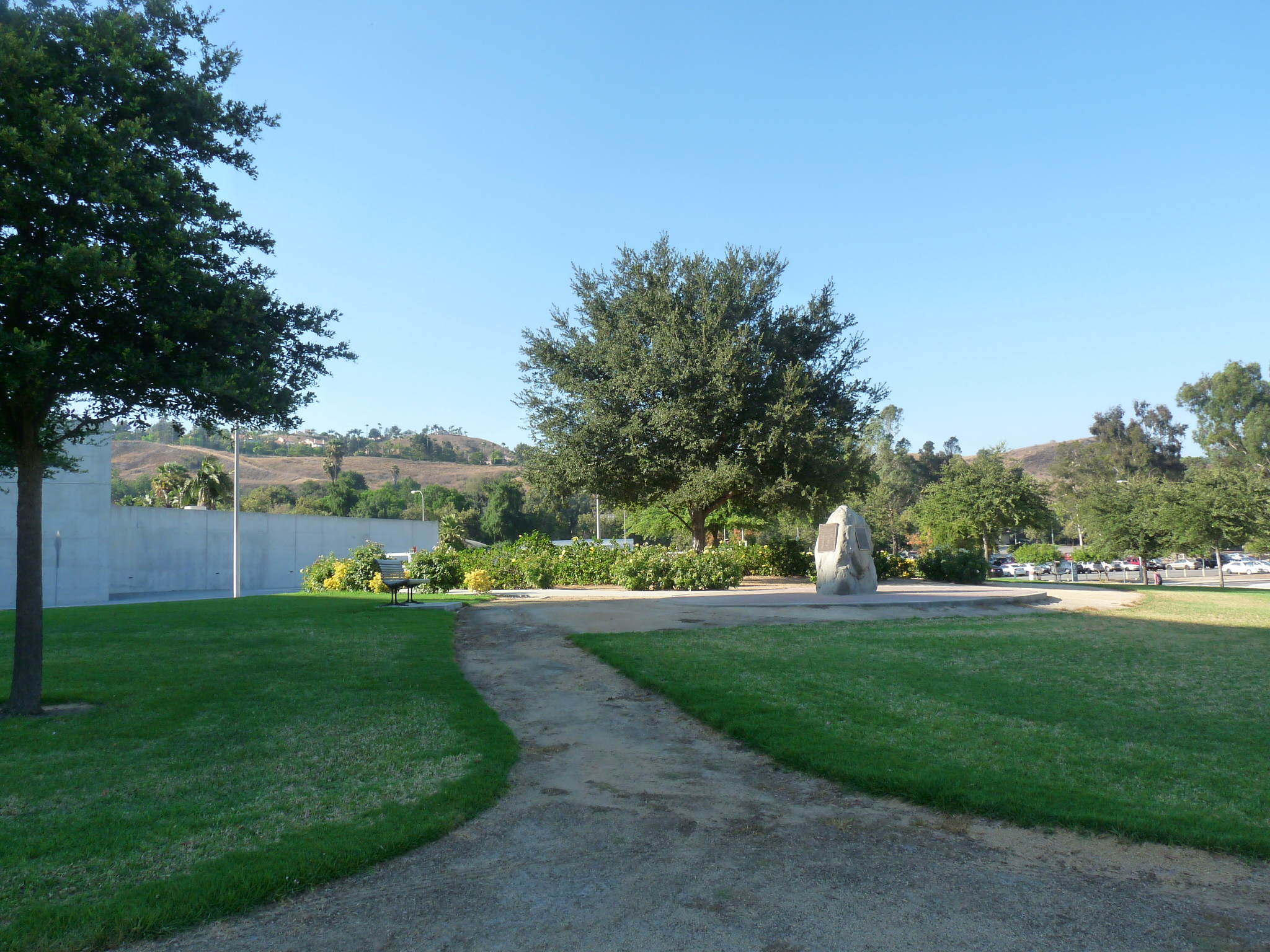
Voorhis Park, Cal Poly Pomona, contendo uma pedra do campus da Voorhis School

Em 1927, o agora aposentado Charles Voorhis ofereceu a seu filho a oportunidade de fundar uma academia para meninos perto da casa do velho Voorhis em Pasadena, Califórnia. Jerry Voorhis respondeu mudando-se para a Califórnia. Em 1928, ele fundou e tornou-se diretor da Voorhis School for Boys em San Dimas, Califórnia, cargo que manteve após sua eleição para o Congresso. Além da tutela acadêmica, os meninos da Voorhis School receberam treinamento em agricultura, trabalho mecânico e outras vocações manuais. Charles e Jerry Voorhis colocariam grande parte da fortuna da família na escola. Após a eleição de Voorhis para o Congresso, a escola seria fechada, com o terreno e os prédios doados para a California State Polytechnic University, Pomona (Cal Poly Pomona), mais tarde servindo como campus da universidade no sul da Califórnia até que se mudou em 1950 para Pomona.. Voorhis manteve contato próximo com os ex-alunos de sua escola.
Voorhis também se envolveu na comunidade local. Ele organizou cooperativas entre os fazendeiros e fazendeiros locais. Quando ocorriam greves, ele fazia piquetes com os trabalhadores. Voorhis deu palestras no Pomona College de 1930 a 1935. Ele começou a publicar artigos, escrevendo em 1933: "Poderíamos produzir bastante para todos, mas não o fazemos ... faremos isso apenas quando toda a produção de riqueza for de propriedade pública. ... A propósito, então estaríamos vivendo no reino de Deus."

## Carreira política

### Serviço do Congresso
Voorhis foi candidato à Assembleia Estadual da Califórnia em 1934,  mudando seu registro de socialista para democrata, mas foi derrotado pelo popular titular Herbert Evans, apesar de receber o apoio do escritor e candidato democrata ao governador Upton Sinclair. Dois anos depois, ele desafiou o titular John Hoeppel pela indicação democrata ao 12º distrito. Hoeppel foi enfraquecido por uma condenação recente por tentar vender uma indicação para West Point e Voorhis ganhou a indicação democrata, com Hoeppel terminando em terceiro lugar. Concorrendo como um "progressista Roosevelt -democrata", Voorhis derrotou facilmente o candidato republicano Frederick F. Houser nas eleições gerais.
Voorhis foi reeleito para o Congresso quatro vezes e teve um dos registros de votação mais liberais do Congresso. Ele apoiou as iniciativas do New Deal, incluindo o controverso plano de embalagem do tribunal de Franklin Roosevelt.
Em janeiro de 1937, a primeira iniciativa legislativa de Voorhis foi propor um aumento dramático nos gastos da Works Progress Administration para aumentar o emprego. Embora esse esforço tenha sido malsucedido,  o Congresso, enfrentando uma crise econômica no ano seguinte, aumentou os gastos do WPA além do nível que Voorhis havia buscado. Enquanto o 75º Congresso teve mais de 300 Democratas, muitos deles conservadores, e Voorhis emergiu como líder de uma bancada progressista de cerca de 50 deputados. Voorhis defendeu a compra pelo governo federal das ações dos Bancos da Reserva Federal, que eram detidas pelos bancos membros, como forma de financiar os gastos do governo e brevemente conseguiu que o presidente Roosevelt apoiasse a medida até que os conselheiros do presidente fizeram com que Roosevelt para mudar de ideia. Mais tarde, Voorhis aliou-se ao futuro presidente do Comitê de Bancos da Câmara, Wright Patman, para forçar os bancos do Federal Reserve a pagar a maior parte dos juros que ganhavam em títulos federais ao governo dos Estados Unidos, em vez de aos acionistas do banco.
No período que antecedeu a Segunda Guerra Mundial, Voorhis pediu neutralidade. Ele propôs a promulgação de uma lei que exigiria um referendo nacional sobre a possibilidade de ir à guerra. De acordo com Voorhis, as leis que proíbem a venda de munições a nações estrangeiras e proíbem os americanos de fazer empréstimos a outras nações para preparativos de guerra manteriam os Estados Unidos fora da guerra. Em setembro de 1939, quando entrevistado pelo The New York Times por sua reação ao presidente convocando o Congresso para uma sessão especial para considerar emendas à Lei de Neutralidade, Voorhis afirmou que uma sessão especial deveria aumentar rapidamente o alívio para os trabalhadores pobres. No início de novembro de 1939, no entanto, Voorhis anunciou seu apoio à revogação do embargo de armas determinado pela Lei, ao mesmo tempo em que instou que o país permanecesse neutro. Voorhis também se opôs a um projeto de paz,  e apoiou a legislação " empréstimo-arrendamento ".
Uma vez declarada a guerra, Voorhis apoiou a internação de nipo-americanos, embora sugerisse que as evacuações fossem feitas da maneira mais voluntária possível e que fossem nomeados funcionários para administrar suas propriedades para evitar vendas forçadas a preços de barganha. Durante a guerra, Voorhis defendeu a taxação mais eficiente de rendimentos mais altos e lucros de guerra, planejamento contra o desemprego pós-guerra e planejamento para as necessidades nutricionais dos americanos. Voorhis também se opôs ao domínio das grandes empresas no esforço de guerra. O Congresso, em sua maioria, ignorou os apelos de Voorhis.
Voorhis muitas vezes se opôs à indústria do petróleo, questionando a necessidade do subsídio de esgotamento do petróleo. Em 1943, um advogado de Pasadena lhe disse que o Departamento da Marinha planejava conceder à Standard Oil direitos exclusivos de perfuração gratuita na vasta reserva naval de Elk Hills, na Califórnia central, então considerada a reserva de petróleo mais rica fora da Península Arábica. O congressista em discurso no plenário da Câmara em maio de 1943 expôs o acordo, que logo foi cancelado. O Washington Post o saudou como um herói, e o presidente do Comitê de Assuntos Navais da Câmara , Carl Vinson, da Geórgia, afirmou que Voorhis prestou "o maior tipo de serviço". No entanto, o Los Angeles Times sugeriu que Voorhis havia prejudicado o esforço de guerra ao privar o povo da Califórnia de gasolina. Em 1945, Voorhis lutou contra um projeto de lei que daria às empresas de petróleo direitos de perfuração offshore. O jornal da indústria do petróleo, Second Issue, culpou Voorhis pela derrota do projeto de lei. O biógrafo de Nixon, Roger Morris, sugeriu que essas posições levaram as empresas de petróleo a dar a Nixon assistência financeira substancial, mas sub-reptícia, durante a campanha de 1946 contra Voorhis.

### Registro e campanhas

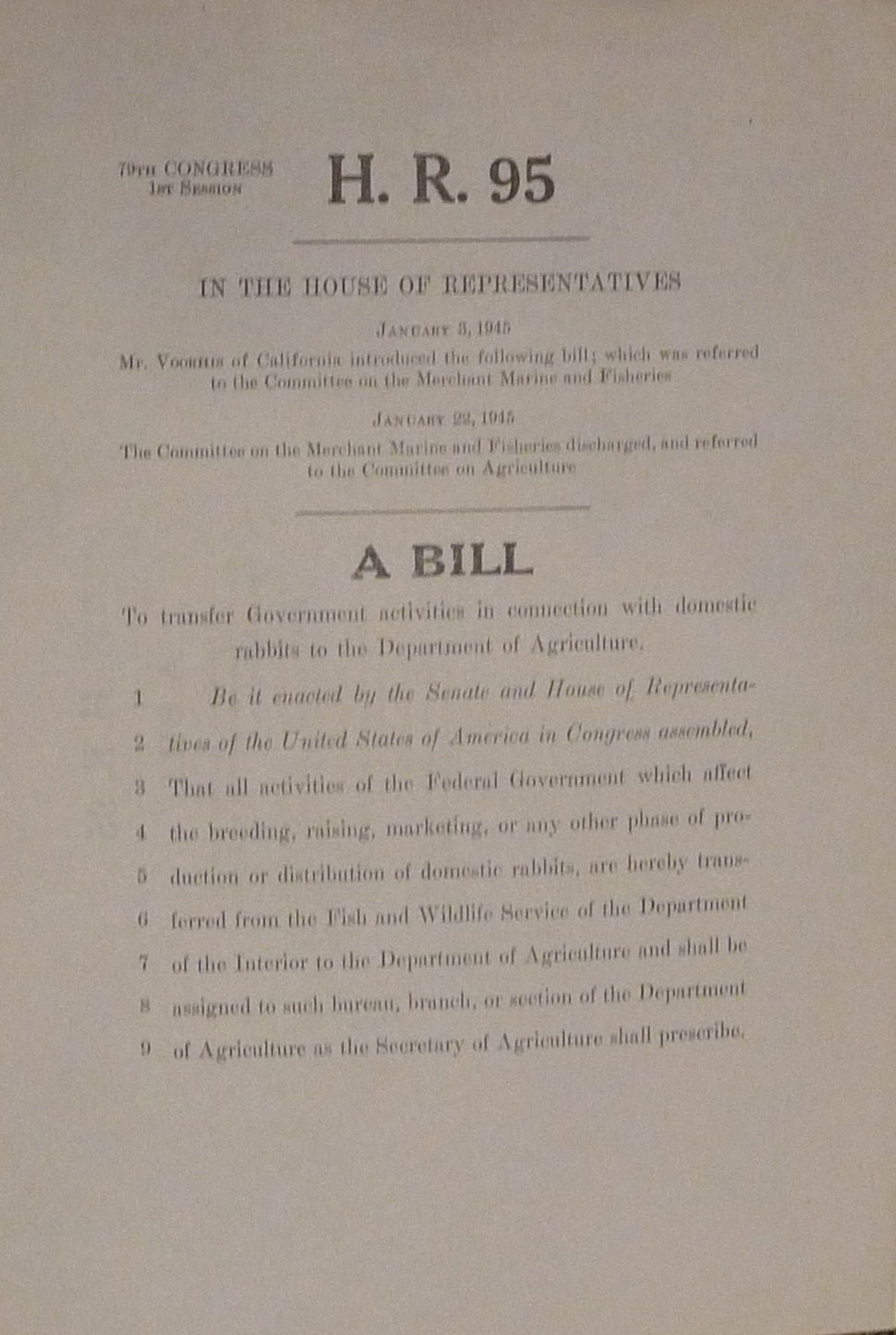
Projeto de lei de Voorhis para transferir jurisdição sobre coelhos

Voor seu comunismo "temperamental e filosoficamente odiado". Ele patrocinou a Lei Voorhis de 1940, que exigia que organizações políticas controladas por uma potência estrangeira ou que se envolvessem em atividades militares para subverter o governo americano se registrassem no Departamento de Justiça. Voorhis também serviu como membro do Comitê de Atividades Antiamericanas da Câmara  (HUAC), embora a revista Time tenha afirmado que ele poderia "contar com ... para temperar explosões de direita para cordeiros de esquerda".
Voorhis era geralmente muito considerado por seus colegas e outros em Washington. O senador Paul Douglas, de Illinois, considerava Voorhis "um santo político",  e disse sobre Voorhis: "Impulsionado pela consciência, ele tinha a compulsão de dominar todos os assuntos que vinham à Câmara e, tendo dominado, ele falava o que pensava. "  Voorhis faria discursos de cinco minutos na Câmara dos Deputados em qualquer oportunidade, sobre assuntos que vão desde preocupações locais em seu distrito até questões monetárias internacionais. A imprensa o apelidou de "Kid Atlas ", parecendo carregar o peso do mundo em seus ombros. A imprensa também o elegeu como o congressista mais honesto e o quinto mais inteligente. No entanto, o secretário do Interior, Harold Ickes, descreveu a renúncia de Voorhis do HUAC em 1943 como o representante sendo "obsivelmente como sempre".
O 12º distrito de Voorhis era republicano, ainda mais depois que Voorhis sobreviveu a uma tentativa, em 1941, de gerrymander para tirá-lo do cargo removendo fortes distritos democratas do 12º durante o redistritamento decenal. No entanto, Voorhis foi reeleito por 13.000 votos em 1942, e por uma margem semelhante dois anos depois. Apesar das tendências republicanas de seu distrito, Voorhis não havia enfrentado nenhuma oposição forte antes de 1946. Eleito como parte do deslizamento de terra de Roosevelt em 1936, em 1938 ele enfrentou um oponente tão tímido que Voorhis teve que apresentá-lo à multidão em uma aparição conjunta. Em 1940, ele enfrentou o diretor de uma escola militar e seu oponente de 1942, pregador de rádio e ex-candidato ao governador do Partido da Proibição, Robert P. Shuler, "até envergonhou os regulares do Partido Republicano". Em 1944, os republicanos do 12º distrito estavam amargamente divididos e Voorhis triunfou facilmente.
Voorhis era um congressista consciencioso com seus constituintes, tendo o cuidado de lembrar nascimentos, aniversários e eventos distritais. De fato, após o nascimento de Tricia Nixon perto do início da campanha de 1946, o escritório de Voorhis enviou à família Nixon uma cópia de uma publicação do governo chamada Infant Care, da qual os congressistas recebiam 150 por mês. Em 1º de abril de 1946, Richard Nixon enviou a Voorhis uma carta de agradecimento pelo panfleto.
Além do ato nomeado para ele, Voorhis conseguiu promulgar algumas novas leis, um fato que Nixon usou contra ele em 1946, quando argumentou que a legislação de Voorhis havia apenas "transferido a jurisdição sobre a criação de coelhos de um departamento do governo para outro". O New York Times escreveu sobre ele em 1947, "Ele era ineficaz em termos de resultados práticos." 

#### Campanha de 1946

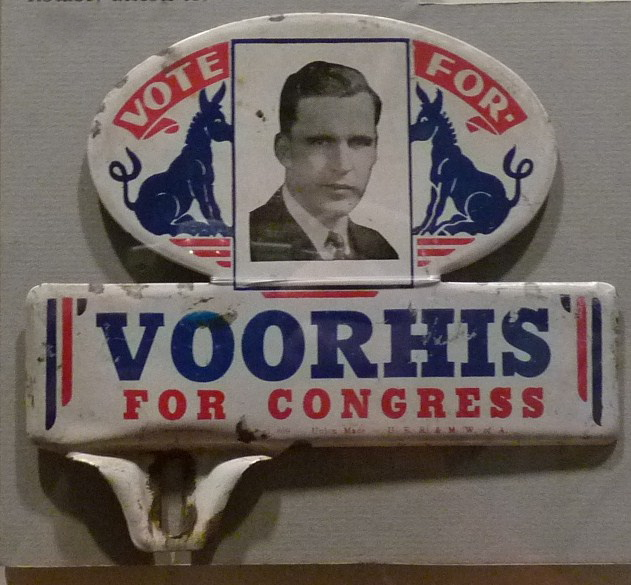
Anexo da placa de licença promovendo a candidatura de Voorhis

Enquanto Voorhis cumpria seu quinto mandato na Câmara, os republicanos locais procuravam um candidato capaz de derrotá-lo. Richard Nixon atendeu a chamada. Nixon, que ainda estava na Marinha quando abordado, escreveu sobre Voorhis: "Sua reputação 'conservadora' deve ser destruída. Mas meus principais esforços estão sendo direcionados para a construção de um grupo de discursos positivos e progressistas que digam o que queremos fazer, não o que os democratas falharam em fazer. ... Estou realmente empolgado com este acordo e acredito que podemos vencer."  No entanto, os republicanos " cavalo de roda " consideraram a campanha de Nixon sem esperança.
Como era de costume na Califórnia na época, tanto Nixon quanto Voorhis se cruzaram nas primárias do outro partido, uma prática que Voorhis havia adotado há muito tempo. Vencer as duas primárias praticamente garantiu a eleição. Cada candidato venceu as primárias de seu próprio partido, com Voorhis obtendo um número considerável de votos nas primárias republicanas e superando Nixon por 7.000 votos. votos no geral. Nixon ganhou força, no entanto, quando os jornais apontaram que a porcentagem total de votos de Voorhis havia diminuído de 60% em 1944 para 53,5%.
Voorhis tinha a vantagem do cargo, mas isso foi compensado por outros fatores que favorecem Nixon. Devido à pressão dos negócios do Congresso, Voorhis conseguiu dedicar apenas dois meses à campanha, enquanto Nixon fez campanha no distrito por dez meses. O tempo de Voorhis foi ainda mais limitado quando, enquanto viajava de Washington DC para a Califórnia em agosto, ele foi forçado a fazer uma cirurgia para hemorróidas em Ogden, Utah. Ele passou duas semanas em um hotel em Ogden se recuperando da operação.
Nixon alegou que um voto contra Voorhis foi "um voto contra o Comitê de Ação Política do PAC, afiliado ao Congresso de Organizações Industriais (CIO), seus princípios comunistas e seu gigantesco fundo secreto". A campanha de Nixon distribuiu 25.000 dedais  rotulados como "Nixon for Congress/Coloque a agulha no PAC" 

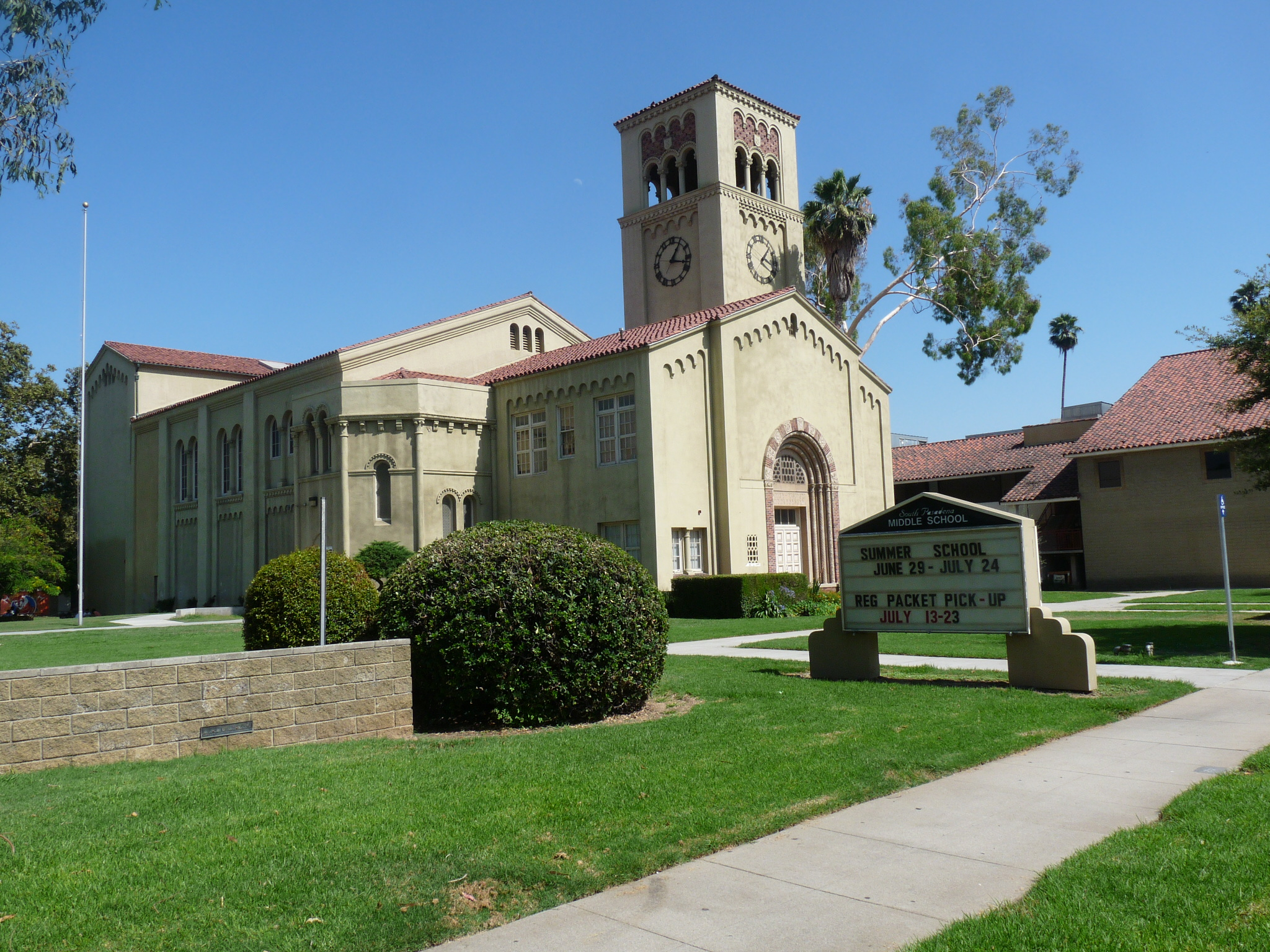
South Pasadena Middle School (anteriormente South Pasadena Junior High School)

O suposto envolvimento e endosso de Voorhis com o CIO-PAC, que se acreditava ser uma organização de fachada comunista, foi um grande problema na campanha. O gerente de campanha de Nixon afirmou ter provas do envolvimento de Voorhis com o grupo. Em 13 de setembro, os dois candidatos se encontraram em um debate na South Pasadena Junior High School. Quando Nixon foi desafiado a produzir provas da alegação, Nixon tirou do bolso um boletim local do Comitê Nacional de Ação Política dos Cidadãos que continha o endosso de Voorhis. Era um grupo diferente, também afiliado ao CIO. Embora a equipe de Voorhis estivesse ciente do endosso, ninguém havia contado ao representante. Voorhis, confrontado com o boletim, notou que eram dois grupos diferentes. Nixon respondeu lendo os nomes das diretorias dos dois grupos, com muitos nomes em comum. Após o debate, Voorhis perguntou ao congressista Chester E. Holifield sua visão de como tinha sido, e Holifield respondeu: "Jerry, ele cortou você em pedaços."  Voorhis foi ligado com sucesso ao "PAC", embora tenha se recusado a aceitar o endosso de qualquer PAC, a menos que renunciasse à influência comunista. Nixon derrotou Voorhis por mais de 15.000 votos, e a revista Time elogiou o futuro presidente por "evitar educadamente ataques pessoais contra seu oponente".
No dia seguinte à eleição, Voorhis emitiu uma declaração de concessão: "Dediquei os melhores anos da minha vida para servir a este distrito no Congresso. Pela vontade do povo, esse trabalho está terminado. Não me arrependo do registro que escrevi."  Em seu livro de 1947, Confessions of a Congressman, Voorhis atribuiu sua derrota a enormes quantias de dinheiro supostamente gastas pelas forças de Nixon. Quando Nixon leu o livro, ele comentou: "O que estou me perguntando é para onde foi todo o dinheiro que deveríamos ter!" 
A derrota de Voorhis por Nixon foi citada como o início de uma série de campanhas de isca vermelha do futuro presidente que mais tarde o elevaram ao Senado e à vice-presidência e, por fim, o colocaram em posição de concorrer à presidência. Voorhis mais tarde considerou-se "a primeira vítima da fórmula Nixon- Chotiner para o sucesso político."  Em 1958, Voorhis alegou que os eleitores receberam telefonemas anônimos alegando que ele era comunista, que os jornais afirmaram que ele era um companheiro de viagem e que, quando Nixon ficasse com raiva, ele faria "qualquer coisa".
Apesar de qualquer ressentimento, Voorhis enviou a Nixon uma carta de parabéns no início de dezembro de 1946. Os dois homens se encontraram por uma hora no escritório de Voorhis e se separaram como amigos, de acordo com Voorhis. A última carta de Voorhis como congressista, em 31 de dezembro, foi para seu pai, que havia sido seu conselheiro político ao longo de sua carreira no Congresso: "Foi principalmente devido à sua ajuda, sua confiança, seus conselhos ... acima de tudo a um sentimento que sempre tive de que sua mão estava em meu ombro. Obrigado ... Deus te abençoe." 

## Vida posterior
Depois de deixar o cargo, Voorhis permaneceu em sua casa em Alexandria, Virgínia, completando seu livro, Confessions of a Congressman. No início de 1947, foi-lhe oferecido o cargo de diretor executivo da Cooperative League of the USA. A família Voorhis mudou-se para Winnetka, Illinois, perto da sede da Liga em Chicago. A Liga, que incluía cooperativas de consumidores e produtores, havia passado por tempos difíceis no pós-guerra. Sob sua liderança, a posição financeira da Liga melhorou gradualmente e algumas grandes cooperativas que permaneceram distantes da Liga foram persuadidas a ingressar. A Liga expandiu seu alcance, fundando a Group Health Association of America e a National Association of Housing Cooperatives.
Voorhis foi instado a concorrer novamente ao Congresso contra Nixon em 1948 por Stephen Zetterberg, que, quando Voorhis recusou (em parte por motivos de saúde), ele próprio concorreu nas primárias democratas. Nixon, sem enfrentar oposição nas primárias republicanas, entrou e venceu a votação democrata, eliminando Zetterberg da corrida e garantindo sua reeleição.
Em 1954, o ex-congressista liderou a delegação dos Estados Unidos no congresso da Aliança Cooperativa Internacional em Paris, opondo-se com sucesso aos planos soviéticos de dar maior representação aos países do Leste Europeu, o que era visto como um meio de eventual controle comunista da organização. Voorhis ocasionalmente testemunhou perante comitês do Congresso, geralmente em oposição a projetos de lei que tributariam as cooperativas. Ele fechou o moribundo escritório da Liga em Nova York e abriu um escritório em Los Angeles. Voorhis incentivou a formação de cooperativas na América Latina e, em 1963, a primeira conferência hemisférica de cooperativas ocorreu em Montevidéu, Uruguai. Stanley Dreyer, eventual sucessor de Voorhis como diretor executivo, foi encarregado dessas operações internacionais. Em janeiro de 1967, Voorhis se aposentou da Liga.
Cinco dias após a derrota de Nixon na eleição para governador da Califórnia em 1962, Voorhis apareceu na TV como um detrator de Nixon, com Murray Chotiner e o congressista republicano de Michigan Gerald Ford defendendo o ex-vice-presidente no programa ABC News and Comment de Howard K. Smith, " O obituário político de Richard M. Nixon". Voorhis reclamou da maneira como Nixon se comportou na corrida de 1946. mas foi ofuscado pelo colega detrator e inimigo de Nixon, Alger Hiss. A participação de Hiss gerou tanto alvoroço que os patrocinadores desistiram de subscrever o programa, e News and Comment saiu do ar na primavera de 1963.
Tendo passado 23 anos em Winnetka, Voorhis voltou com sua esposa para o antigo 12º distrito para um apartamento em Claremont. Após quase um quarto de século de silêncio sobre sua derrota para Nixon, ele escreveu The Strange Case of Richard Milhous Nixon, um livro no qual afirmou que Nixon era "um oponente implacável" cuja "uma regra de conduta fundamental e inquebrável " era "ganhar, custe o que custar". "Eu não esperava que minha lealdade ao governo constitucional da América fosse atacada", escreveu ele.

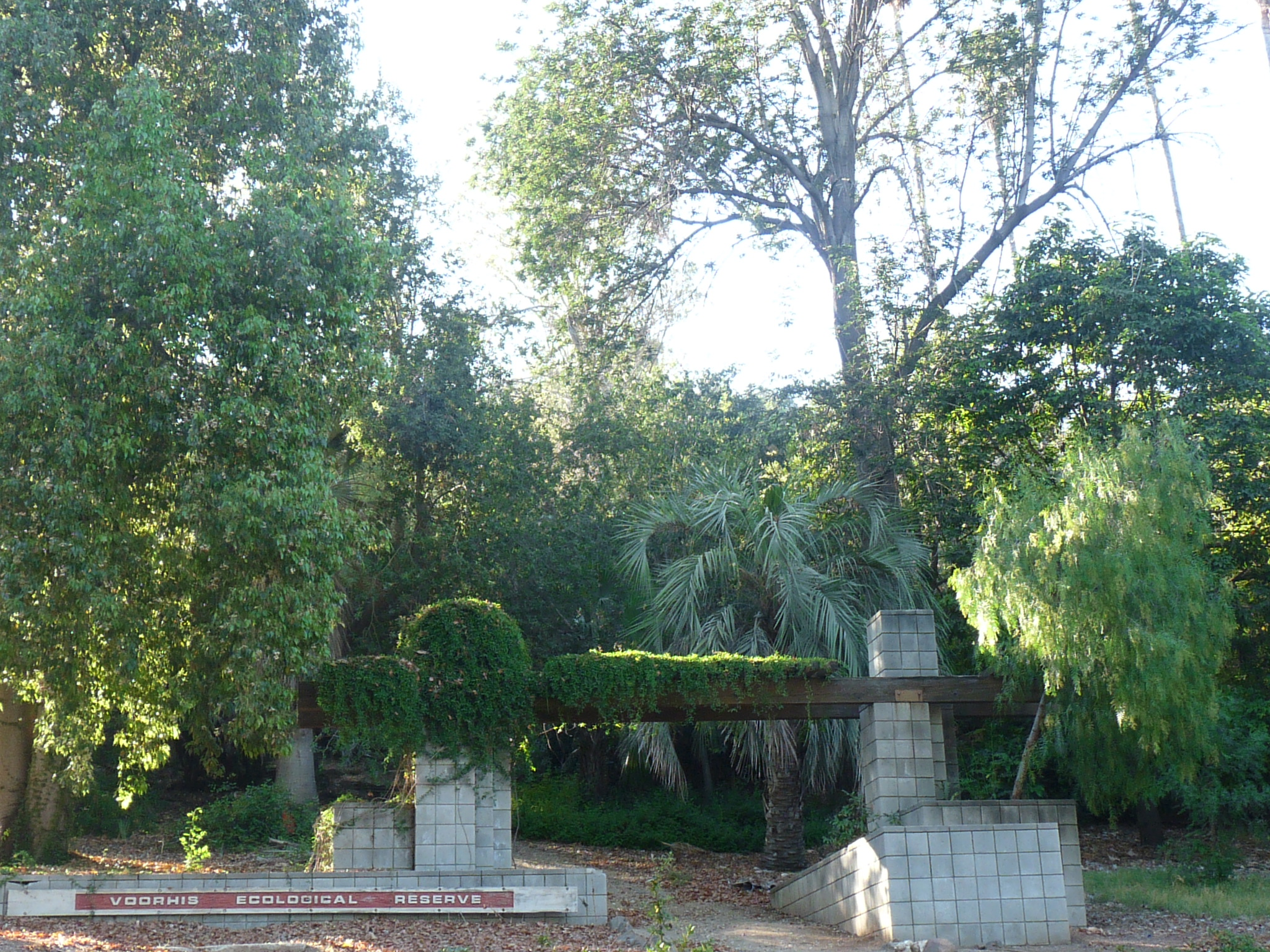
Reserva Ecológica Voorhis, Cal Poly Pomona

À medida que a presidência de Nixon desmoronava lentamente, Voorhis falou com mais frequência. Em 1972, ele disse: "Uvas verdes para criticar o homem que me derrotou, mas eu simplesmente não seria humano se dissesse que gostei de passar a segunda metade da minha vida como 'o homem que Nixon venceu'". Depois que Nixon renunciou ao cargo de presidente, Voorhis observou: "Aqui está a filosofia de fazer qualquer coisa para vencer recebendo sua recompensa justa e adequada."  Voorhis, acreditando ter sido rotulado de subversivo por Nixon, "teve alguma satisfação" ao afirmar que o próprio Nixon havia sido o subversivo, buscando, de acordo com Voorhis, impor "uma ditadura virtual" no país.
Em 1972, Voorhis e sua esposa entraram em uma casa de repouso em Claremont. No entanto, ele continuou a trabalhar em vários comitês e conselhos consultivos. Suas atividades variaram desde a Comissão de Envelhecimento da Califórnia (nomeada pelo governador Jerry Brown ) até o trabalho como assistente de professor na Campanha pela Democracia Econômica de Tom Hayden. Voorhis morreu na casa de repouso de enfisema em 11 de setembro de 1984. Além da viúva, deixou dois filhos e uma filha. Outro oponente de Nixon e ex-governador da Califórnia, Pat Brown, elogiou-o, dizendo: "Ele era um grande homem. Não há muitos como ele hoje em dia."  Voorhis está enterrado no Mountain View Cemetery em Altadena, Califórnia. Seus papéis estão guardados nas Coleções Especiais da Biblioteca do Claremont Colleges.
Uma escola primária em El Monte, Califórnia, leva o nome do ex-congressista. Cal Poly Pomona considera Voorhis um de seus fundadores e nomeou um parque e uma reserva ecológica para ele.